# Closter
Closter es un borough (municipio) del condado de Bergen, Nueva Jersey, Estados Unidos. Según el censo de 2020, tiene una población de 8594 habitantes.

## Geografía
Está ubicado en las coordenadas 40°58′22″N 73°57′37″O / 40.97278, -73.96028 (40.97289, -73.960315).

## Demografía
Según la Oficina del Censo en 2000, los ingresos medios por hogar en la región eran de $83,918 y los ingresos medios por familia eran $94,543. Los hombres tenían unos ingresos medios de $65,848 frente a los $39,125 para las mujeres. La renta per cápita para la zona era de $37,065. Alrededor del 2.7% de la población estaba por debajo del umbral de pobreza.
De acuerdo con la estimación 2015-2019 de la Oficina del Censo, los ingresos medios por hogar en la región son de $140,357 y los ingresos medios por familia son de $165,731. Los ingresos per cápita en los últimos doce meses, medidos en dólares de 2019, son de $62,224. Alrededor del 2.5% de la población está por debajo del umbral de pobreza.
El 35.28% de la población es de origen asiático, en su mayoría coreano (22.06%, según estimación 2015-2019).

## Compras y entretenimiento
Closter tiene un centro comercial al aire libre llamado Closter Plaza, que incluye tiendas, restaurantes y salas de cine. Construido en la década de 1960, un proyecto de construcción a largo plazo comenzó en julio de 2015 que agregó nuevos negocios al centro comercial, que actualmente tiene una superficie de 208,000 pies cuadrados (19,300 km²). En agosto de 2012, el centro comercial se utilizó para filmar escenas de la película El lobo de Wall Street.  El proyecto de renovación se completó a finales de 2016.